# Gianna Giuffrè
Pour les articles homonymes, voir Giuffrè.
 (juin 2025).
Si vous disposez d'ouvrages ou d'articles de référence ou si vous connaissez des sites web de qualité traitant du thème abordé ici, merci de compléter l'article en donnant les références utiles à sa vérifiabilité et en les liant à la section « Notes et références ».
Gianna Giuffrè de son vrai nom Giovanna Maria Giuffrè née à Reggio de Calabre le 19 septembre 1916 et morte à Rome le 18 février 1998 est une chanteuse et actrice italienne active au cours des années 1930 et 1940.

## Biographie
Gianna Giuffrè est née à Nata a Reggio de Calabre le 19 septembre 1916. À l'âge de seize ans elle est admise au Centro Sperimentale di Cinematografia à Rome dirigée par Alessandro Blasetti. En 1933 elle déménage à Rome et suit les cours en compagnie de Otello Toso et Andrea Checchi. En 1935 elle commence une carrière au théâtre dans la «compagnie-revue » de Totò.
En 1939, elle travaille avec Titina De Filippo et Nino Taranto dans le spectacle de revue Finalmente un imbecille de Francesco Cipriani Marinelli et Mario Mangini (it).
En 1943, elle participe avec Wanda Osiris, Carlo Dapporto et le Trio Lescano, Letizia Gissi, Nino Gallizio au spectacle revue Sogniamo insieme de Nelli et Mangini.
En 1944 à Rome, elle joue en compagnie de Carlo Dapporto dans le spectacle Che succede a Copacabana. Elle participe aux première transmissions télévisées de l'Ente Italiano per le Audizioni Radiofoniche (EIAR). Elle se retire de la scène en 1945.
Gianna Giuffrè est morte à Rome le 18 février 1998. Elle est la mère de l'actrice Adriana Giuffrè,.

## Filmographie partielle
- 1937 : Fermo con le mani ! de Gero Zambuto.
- 1939 : Mille chilometri al minuto (it) de Mario Mattoli

## Source de traduction
- (it) Cet article est partiellement ou en totalité issu de l’article de Wikipédia en italien intitulé « Gianna Giuffrè » (voir la liste des auteurs).